# Доухуа

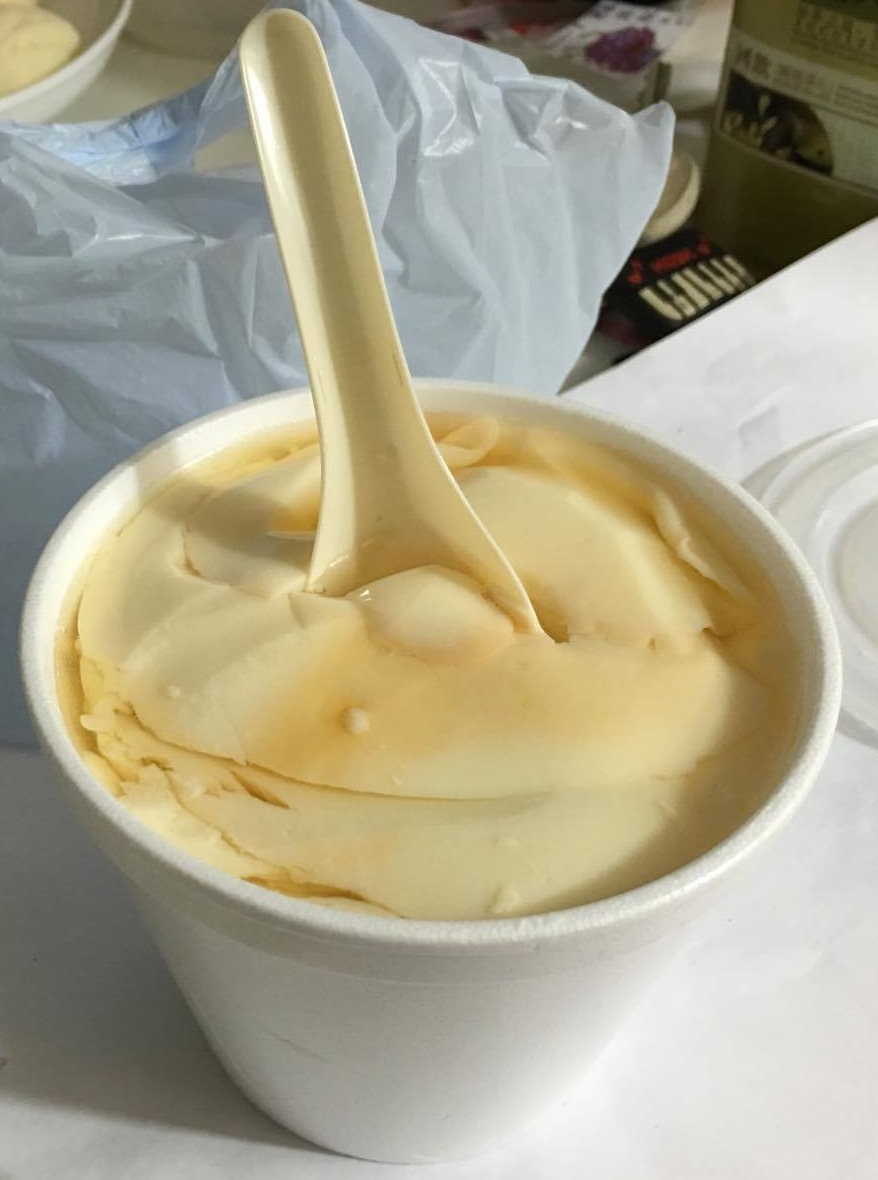
Соєвий сир із цукровим сиропом продається в Квай Чунг, Гонконг

Доухуа (кит. трад.: 豆花; піньїнь: dòuhuā; певедзі: tāu-hoe) — китайська солодка або пікантна закуска, приготована з дуже ніжного тофу. Його також називають дофухуа (кит. трад.: 豆腐花; піньїнь: dòufuhuā), пудинг з тофу,  соєвий пудинг  або, особливо в північному Китаї, мізки з тофу (спрощ.: 豆腐脑; піньїнь: dòufunǎo). 

## Історія
Вважається, що тофу походить із стародавнього Китаю за часів династії Хань. Лю Ань, онук імператора Гаоцзу з Хань, був амбітним і хотів винайти щось, щоб люди жили вічно. Незважаючи на те, що йому не вдалося зробити чарівну пігулку, він використав соєві боби, щоб нарешті отримати приємний і ніжний тофу, який був напрочуд смачним. Люди назвали його «мізками тофу» через його м’якість. Мозки тофу стали популярною закускою під час династії Хань.  У наступні 2000 років він поступово поширився по Китаю. 
Під час Другої японо-китайської війни Сичуань став політичним, економічним і військовим центром Китаю. Бос відомого ресторану Духуа, Лю Сілу, навчився методам приготування бобового сиру від інших і впроваджував у них інновації, поки, нарешті, не винайшов власний «секретний рецепт», який значно покращив його смак. 

## Регіональні варіанти
Варіанти доухуа можна умовно розділити на три групи: гостро-солоні (鹹), пряний (辣) і солодкі (甜).

### Гостро-солоні

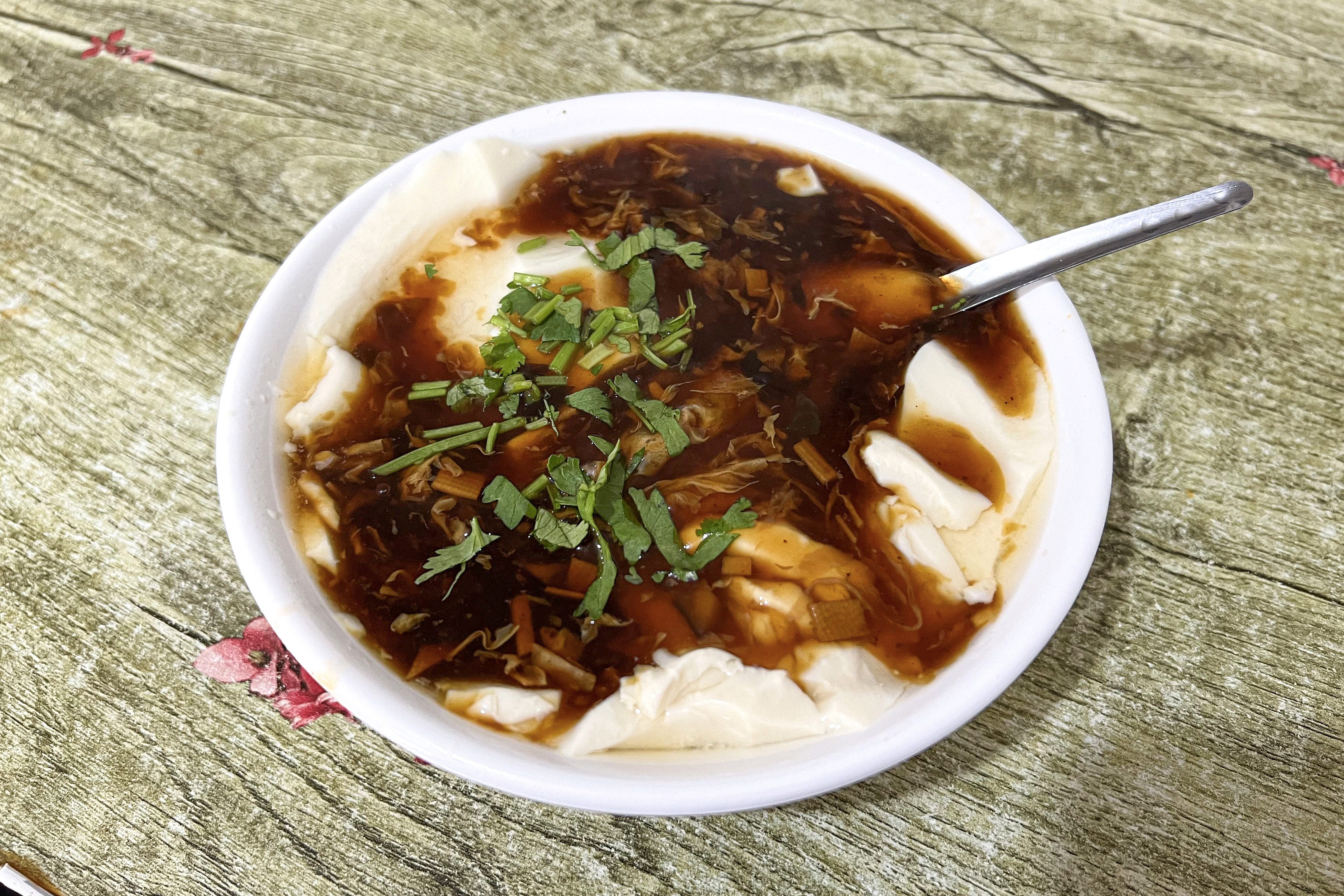
Солоний доуфунао по-пекінськи

У Північному Китаї доухуа часто їдять із соєвим соусом, що надає пікантний смак. Північні китайці часто називають духуа мозком тофу. У кожному регіоні можуть відрізнятися приправи. У внутрішніх містах додають нарізане м’ясо, солоні огірки або жакай і гриби, тоді як у прибережних містах додають водорості та дрібні креветки. Мозки тофу можна знайти вранці під час сніданку на вулицях, зазвичай з яйцями або ютяо (смаженими паличками з тіста). В інший час його важко знайти. 

### Пряний

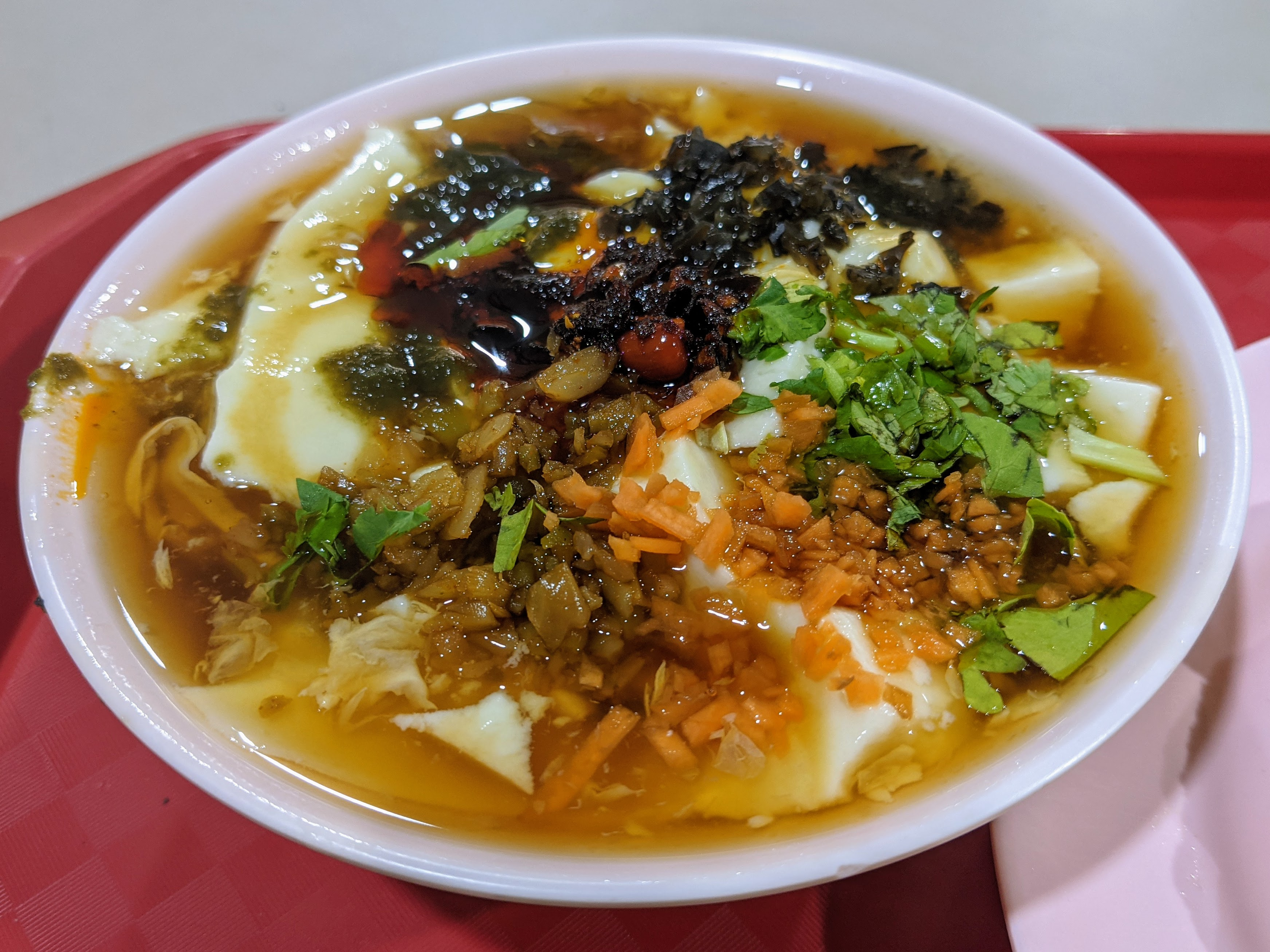
Пряний доухуа по-сичуаньськи

У Сичуані та сусідньому Шеньсі доухуа часто приправляють олією чилі та сичуаньським перцем, щоб зробити його гострим. Продавці з коромислом чи на велосипедах продають його з декількома приправами, такими як олія чилі, соєвий соус, зелена цибуля та горіхи. Відома сичуаньська страва, гостра риба тофу (豆花鱼) використовує доухуа як основний інгредієнт.

### Солодкий

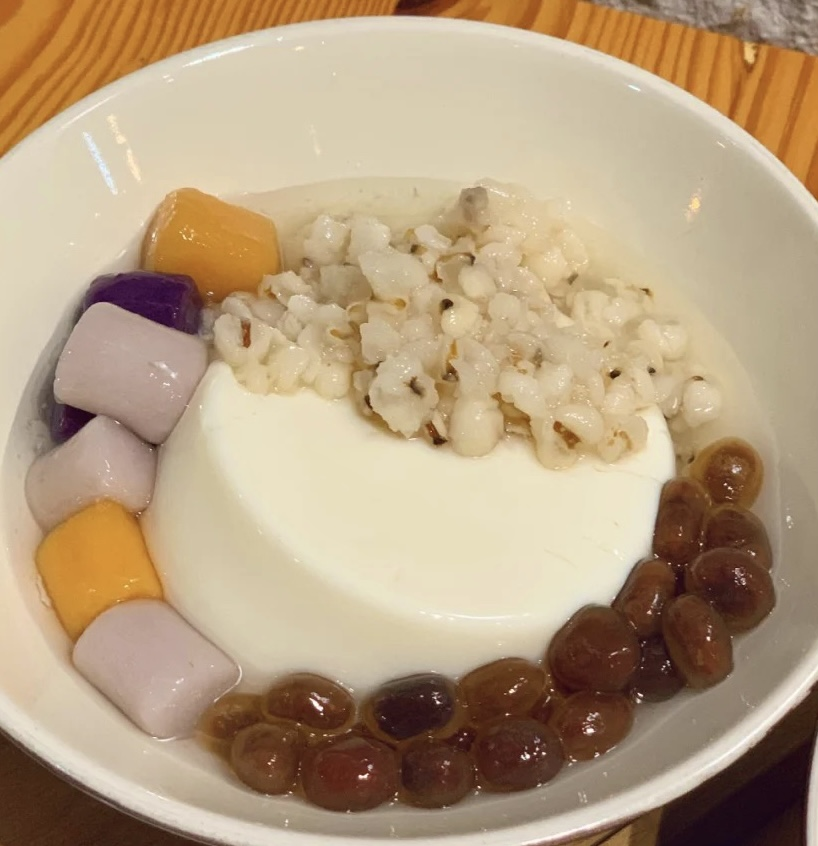
Солодкий доухуа продається в кондитерській.

У Південному Китаї доухуа часто їдять солодким і називають пудингом з тофу. Подається з солодким імбиром або прозорим сиропом. Влітку люди їдять холодний доухуа. Взимку додають у доухуа гарячу солодку воду та боби. В Гонконзі додають кунжутну пасту в доухуа.
Тайванський і кантонський доухуа є символом південнокитайської кухні, і часто подається як частина ямча. 
У Південно-Східній Азії доухуа майже завжди солодка, хоча приправи дуже різноманітні.

#### Філіппінська кухня

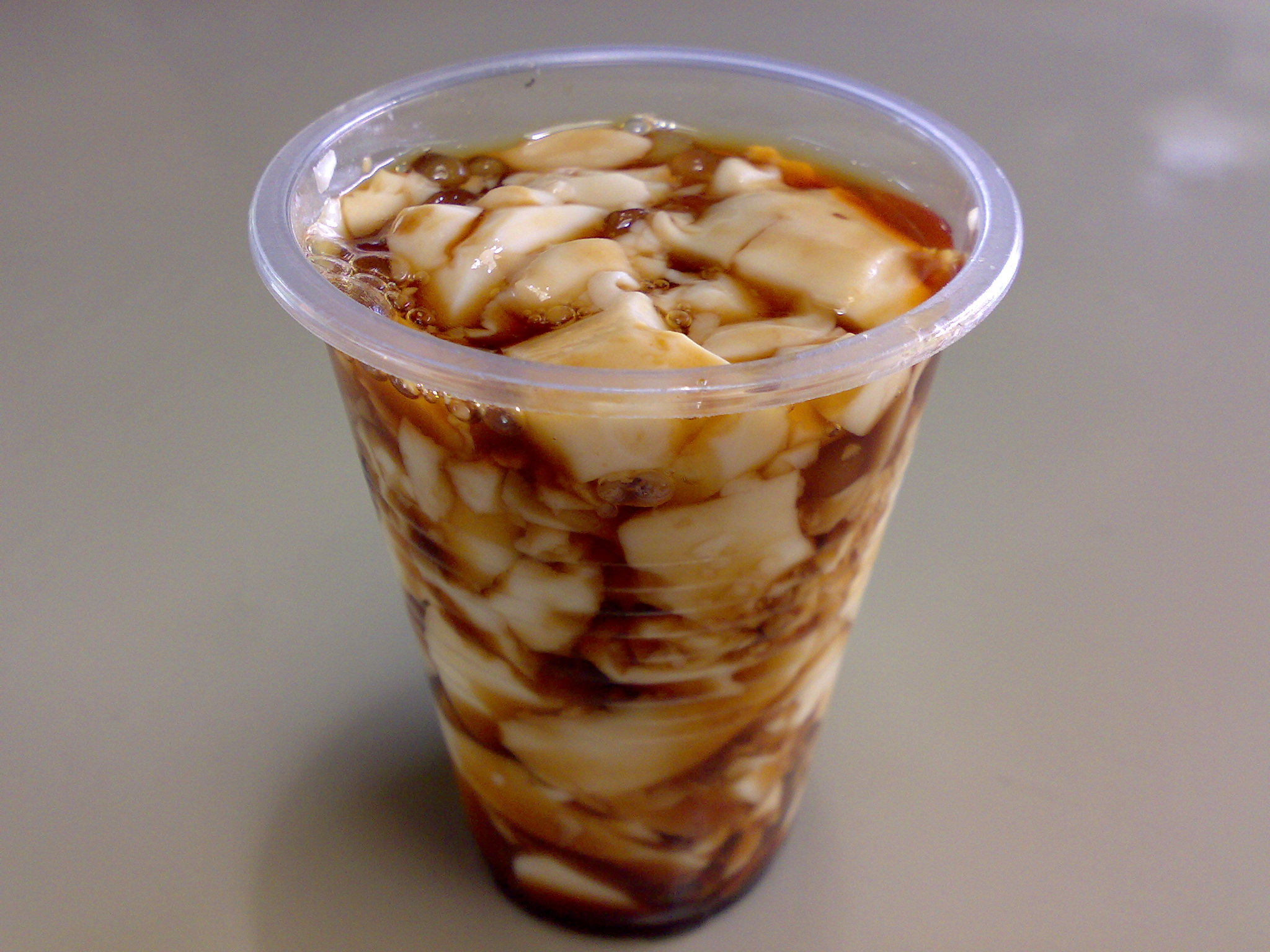
Тахо, філіппінська версія доухуа, подається в невеликій пластиковій чашці.

На Філіппінах він більш відомий як тахо - свіжий шовковий тофу, який подають у солодкому коричневому сиропі та з перлинами саго. Його зазвичай продають торговці вранці, від дверей до дверей, на громадських площах або біля церков. У деяких регіональних варіантах тахо часто подають із сиропом цукрової тростини, сиропом убе або полуничним сиропом.

#### Індонезійська кухня

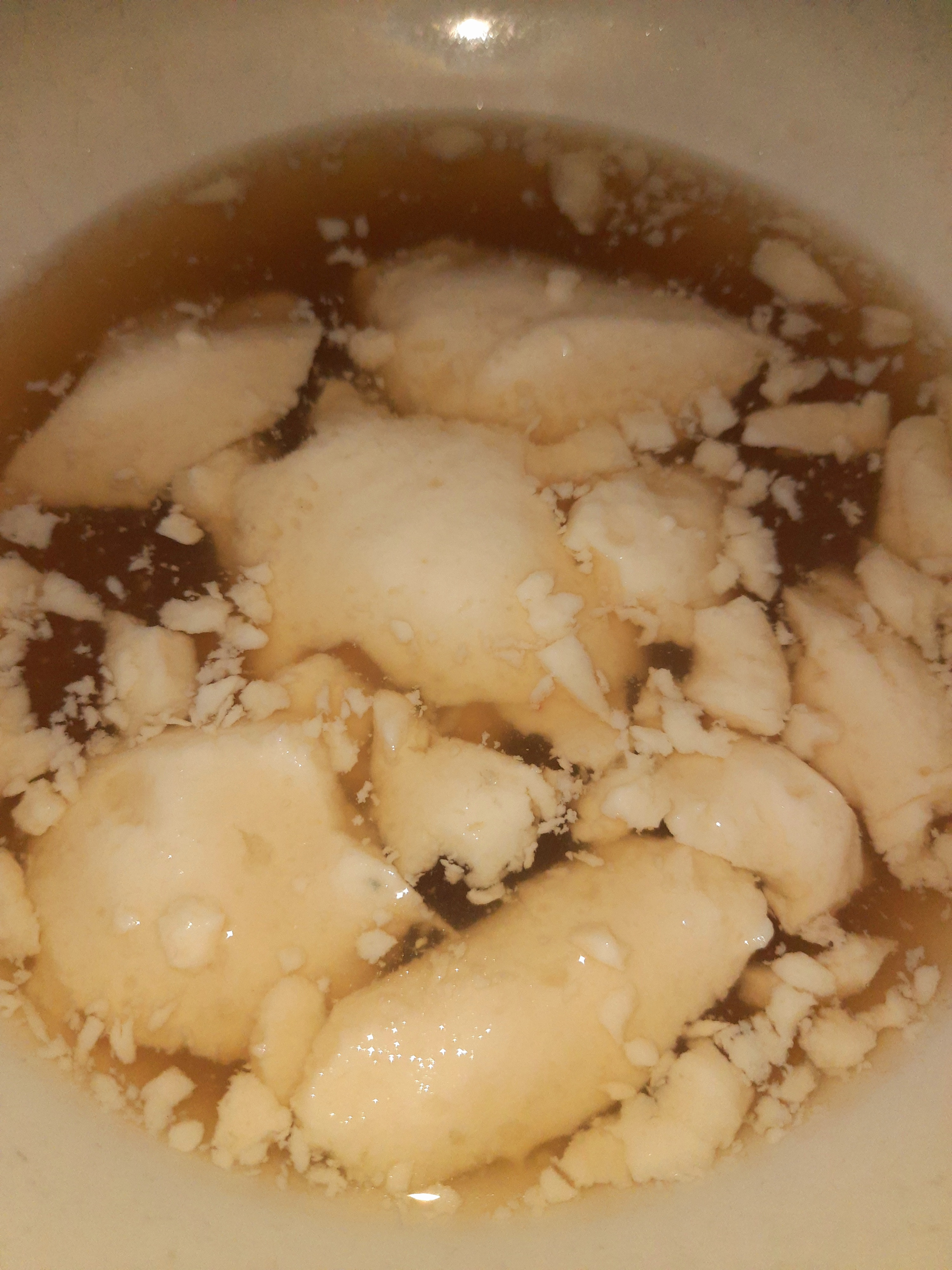
Тахва, подається з солодким імбирно-пальмовим цукровим сиропом і арахісом

В Індонезії він відомий як Kembang tahu або на Яві як Tahwa, що походить від китайської хоккінської назви Tau Hwe або Wedang Tahu (ꦮꦺꦢꦁꦠꦲꦸ) (Wedang означає гарячий напій, а Tahu означає тофу яванською) і зазвичай продається вуличними торговцями. Його подають теплим або холодним з пальмовим цукровим сиропом, приправленим листям пандана та імбиром.

#### Малазійська та сінгапурська кухня
У Малайзії та Сінгапурі він більш відомий під назвою тау хуа або тау хуай мовою хоккієн або під кантонською назвою (тау фу фа), причому кантонська варіація є більш поширеною в Малайзії. У Пенангу загальним терміном є тау хуа, оскільки хоккієн є домінуючою місцевою китайською мовою.
Зазвичай його подають або з прозорим солодким сиропом із насінням гінкго, або з цукровим сиропом, настояним на пандані. Крім того, його також можна подавати з пальмовим сиропом (Gula Melaka).

#### Тайська кухня
У Таїланді він відомий під китайською назвою таохуай (เต้าฮวย). Його зазвичай подають холодним із молоком і фруктовим салатом, відомим як таохуай ном сот (เต้าฮวยนมสด, буквально «доухуа у свіжому молоці») або фруктовим салатом таохуай (เต้าฮวยฟรุตสrupล), або подають гарячим імбиром. відомий як таохуай нам кінг (เต้าฮวยน้ำขิง).

## У масовій культурі
Пудинг з тофу був представлений у телевізійному серіалі Netflix «Вулична їжа» в епізоді про Цзяї, Тайвань. 